# Sydney Gay and Lesbian Holocaust Memorial

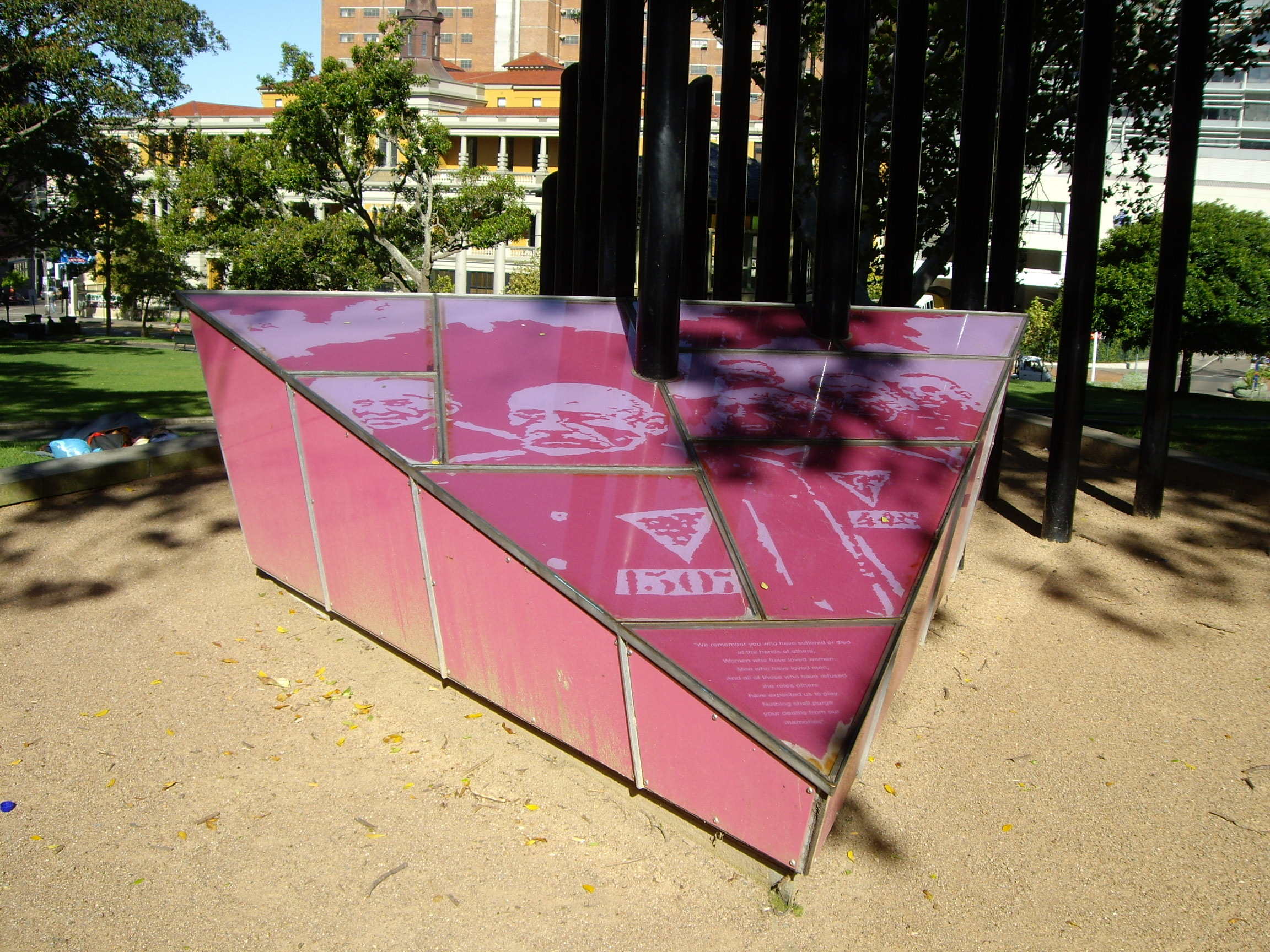
Gay and Lesbian Holocaust Memorial

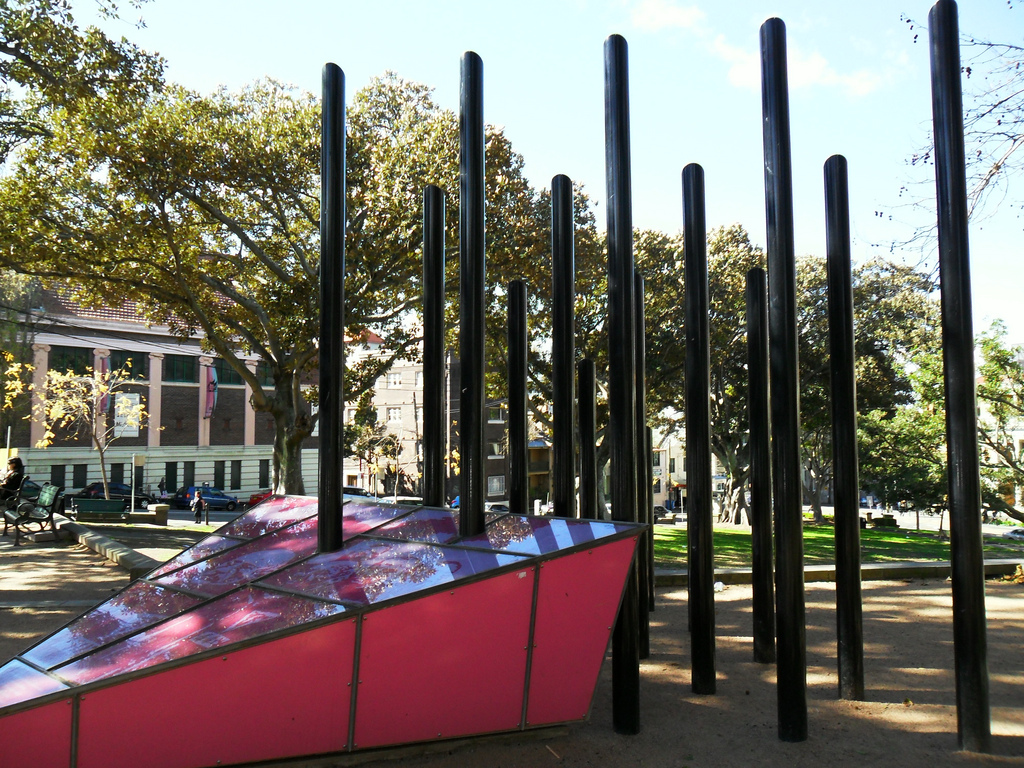
Sydney Gay and Lesbian Memorial

Sydney Gay and Lesbian Holocaust Memorial grundades av en grupp samhällsaktivister. Under åren samlade de in pengar och beslutade, tillsammans med South Sydney City Council om platsen vid Green Park i Darlinghurst, i Sydney, Australien. Darlinghurst anses vara hjärtat av Sydneys homosexuella och lesbiska befolkning. Green Park ligger i anslutning till Sydney Jewish Museum, som ser till att minnesmärket behåller sin historiska betydelse.
Minnesmärket byggdes för att hedra homosexuella män, lesbiska, bisexuella och människor med olika kön som har mördats, torterats och förföljts. Den återskapar symboler som vanligtvis användes under hela Förintelsen; en rosa triangel för att identifiera homosexuella män, och en svart triangel för att identifiera lesbiska kvinnor.
Minnesmärket är ett "rosa triangulärt prisma, gjort av emaljerat stål, och ett rutnät av svarta stålpelare i form av en triangel". De två elementen bildar en sprucken davidsstjärna och designades av Russell Rodrigo och Jennifer Gamble. Inskriptionen lyder "Vi minns dig som har lidit eller dött i händerna på andra, kvinnor som har älskat kvinnor; män som har älskat män; och alla de som har vägrat anta roller som andra har förväntat sig att vi ska spela. Ingenting ska rena din död från våra minnen." Den skrevs av den queerjudiska författaren Rosanne Bersten och formulerades medvetet för att inkludera homosexuella män, lesbiska, bisexuella människor, människor som inte använde en etikett för att beskriva sin sexualitet och trans- och könsvarierade människor som förföljdes för sitt könsuttryck.
Minnesmärket byggdes under några månader år 2000 och invigningsceremonin ägde rum tisdagen den 27 februari 2001, då minnesmärket överlämnades till Sydney Pride Centres vårdnad. Dedikationstalet var av den australiensiske advokaten Marcus Einfeld.